# Òmicron2 Canis Majoris
|  | No s'ha de confondre amb Òmicron1 Canis Majoris. |

Òmicron² Canis Majoris (ο ² CMa / 24 Canis Majoris / HD 53.138) és una estrella a la constel·lació del Ca Major de magnitud aparent +3,02. Comparteix la denominació de Bayer Òmicron amb l'estrella ο ¹ Canis Majoris, visualment 2 graus a l'oest. Encara que físicament no estan relacionades al trobar-se separades almenys 70 anys llum, hom pensa que les dues van néixer en el mateix complex de gas i pols interestel·lar. Les dues estrelles semblen formar part d'una àmplia associació d'estrelles O i B, que també inclou a Wezen (δ Canis Majoris), anomenada Collinder 121 .
A una imprecisa distància de 2.500 anys llum del sistema solar, Ómicron² Canis Majoris és una supergegant blava de tipus espectral B3Ia. És un estel calent de 14.700 K de temperatura i una de les estrelles més lluminoses que es coneixen; la seva lluminositat -inclosa la radiació ultraviolada emesa- és 110.000 vegades més gran que la del Sol. Amb una edat de només 8 milions d'anys, en el seu nucli ja es produeix la transformació de heli en carboni i oxigen. La seva massa és vint vegades més gran que la massa solar, el seu destí és explotar com una brillant supernova.
Òmicron² Canis Majoris està catalogada com una variable Alfa Cygni, variant la seva lluentor entre magnitud +2,98 i +3,04.